# Oh, What a Beautiful Morning
Oh, What a Beautiful Morning är ett liveinspelat album av Eels. Albumet spelades in och släpptes år 2000.

## Låtlista
1. "Feeling Good" - 2:32
2. "Overture" - 7:02
  1. "Last Stop: This Town"
  2. "Beautiful Freak"
  3. "Rags to Rags"
  4. "Your Lucky Day in Hell"
  5. "My Descent Into Madness"
  6. "Novocaine for the Soul"
  7. "Flower"
3. "Oh What a Beautiful Morning" - 6:02
4. "Abortion in the Sky" - 1:30
5. "It's a Motherfucker" - 2:07
6. "Fucker" - 2:18
7. "Ant Farm" - 2:08
8. "Climbing to the Moon" - 4:07
9. "Grace Kelly Blues" - 3:32
10. "Daisies of the Galaxy" - 4:02
11. "Flyswatter" - 8:07
12. "Vice President Fruitley" - 3:13
13. "Hot and Cold" - 3:10
14. "Mr. E's Beautiful Blues" - 2:24
15. "Not Ready Yet" - 4:05
16. "Susan's House" - 4:29
17. "Something Is Sacred" - 2:38